# Alchemilla changaica
Alchemilla changaica är en rosväxtart som beskrevs av V.N. Tikhomirov. Alchemilla changaica ingår i släktet daggkåpor, och familjen rosväxter. Inga underarter finns listade i Catalogue of Life.